# 아라사카촌
아라사카촌(荒坂村)은 일본 미에현 미나미무로군에 설치되었던 촌이다. 현재의 구마노시의 동단에 해당한다.